# Manuel Mandianes Castro
Manuel Mandianes Castro (Loureses, Os Blancos, Ourense, 14 de gener de 1942) és un antropòleg i escriptor gallec.

## Trajectòria
Acabada la seva formació a Burgos, se'n va anar durant quatre anys com a missioner a Colòmbia, on va participar en activitats considerades subversives i, acusat de participar en la guerrilla, va haver d'expatriar-se. Traslladat a França, va estudiar Teologia i Antropologia a la Universitat d'Estrasburg. El 1979 es va fer-se doctor en teologia amb una tesi sobre la moral sexual, La morale sexuelle chrétienne mise en question pour l'ethnologie. Dos anys després, el 1981, va defensar la seva tesi Vivre en Galice, amb la qual va aconseguir doctorar-se en antropologia. El 1982 va tornar a Espanya i revalidar els seus estudis doctorant-se en Ciències Polítiques i Sociologia, titulacions que li van obrir les portes del Consell Superior d'Investigacions Científiques (CSIC) a Barcelona. Va esdevenir científic titular de la Institució Milà i Fontanals, on va desenvolupar bona part de la seva tasca com a investigador. Posteriorment, va dirigir, des de 1996 fins a la seva dissolució el 1999, l'Institut d'Estudis Socials Avançats del CSIC.

## Publicacions i participació en mitjans
La seva obra com a antropòleg va començar amb Loureses, antropologia d'una parròquia gallega (1984), i ben aviat va continuar amb múltiples treballs com Las serpientes contra Santiago (1989), El valle de Josafat. Un fresco de la España actual (1993), En cueros vivos. Pensamiento de C.J.C. sobre el hombre (2002) i O burro (2002). Coautor juntament amb Olegario Sotelo Blanco de A concentración parcelaria (1994), amb Josefina M. Antón de O ciclo da vida”(1994), amb Xosé Luís Martínez Carneiro i altres, Antela, A memoria asolagada (1997). Entre les seves darreres obres publicades hi ha El camino del peregrino (2010), un assaig antropòlogic al voltant del mateix Camí, on es destaca la importància del viatge i la interpretació del pelegrinatge en el món actual, i El fútbol no es así (2016), on el científic gallec reflexiona sobre el fenomen global per excel·lència: el futbol. Paral·lelament ha destacat com a comunicador publicant centenars d'articles en revistes especialitzades d'Espanya, Portugal, França, Bèlgica i Grècia. Així, ha publicat diversos capítols en obres col·lectives i articles en revistes com Grial, Boletín Auriense i El Museo de Pontevedra. Però, Mandianes es va adonar ben aviat que per arribar al públic i difondre els temes de la seva especialitat, els mitjans de comunicació eren una eina essencial. Així va ser col·laborador en el programa de Televisión de Galicia Luar, i també va col·laborar regularment amb la ràdio, televisió i diversos diaris com El País, El Mundo, La Vanguardia, La Voz de Galicia, Faro de Vigo, etc.
El 2008 escriu la seva primera obra narrativa, O raposiño e o cego, a través de la qual reflexiona sobre els valors universals del poble gallec i sobre els costums del món rural.

## Reconeixements
El 2004 va rebre el Premi da Crítica Galicia, pel seu assaig sobre antropologia de Galícia O río do esquecemento. Identidade antropolóxica de Galicia.